# عبد اللطيف عقل
عبد اللطيف عقل (1942-1993)  شاعر وأديب وباحث فلسطيني، ولد عام 1942 في بلدة دير استيا في محافظة سلفيت.

## نشأته وتحصيله العلمي
وُلد عبد اللطيف عقل في بلدة دير استيا شمال محافظة سلفيت، تلقى تعليمه الإبتدائي والإعدادي في مدارس بلدتي كفل حارس ودير استيا، وحصل على الثانوية العامة في عمان، ثُم أكمل تَعليمه في الولايات المتحدة الأمريكية لِيحصل منها على درجة البكالوريس في الآداب عام 1966، بعدها أكمل دراسته العليا حتى حصل على شهادة الماجستير عام 1980 ولاحقاً شهادة الدكتورة في علم النفس الاجتماعي من جامعة هيوستن.

## وظائفه
عمل مدرساً في ثانويات فلسطين، وفي جامعة بيت لحم وجامعة النجاح الوطنية، ونائباً لرئيس تلك الجامعة وأستاذاً مشاركاً بها عام 1992. رأس مركز السراج للثقافة والفنون والمسرح، ولجنة العضوية والقراءة في اتحاد الكتاب الفلسطينيين. حصل على عدد من الجوائز في علم النفس الاجتماعي والمسرحية. ممن كتبوا عنه: أحمد حامد، وعبد الوهاب المسيري، ومن تلاميذه الدكتور حلمي الزواتي.

## أعماله
من أعماله المسرحية، المفتاح (1976)، والعرس (1980)، وتشريقة بني مازن (1985)، والبلاد طلبت أهلها (1989)، والحَجر في مطرحو قنطار (1990)، ومحاكمة فنس بن شعفاط (1991).
وصدرت مجموعة من مقالاته في كتابين: (سر العصفور الأزرق.. كالدم) سنة 1985، و(السلام عليكم) سنة 2007.
كما أصدر كتابين في الحقل الأكاديمي: علم النفس الاجتماعي (1985)، والإهدار التربوي (1983).
ومن المجموعات الشعرية: شواطئ القمر (1964)، وأغاني القمة والقاع (1972)، وهي أو الموت (1973)، وقصائد عن حب لا يعرف الرحمة (1975)، والأطفال يطاردون الجراد (1976)، وحوارية الحزن الواحد (1985)، والحسن بن زريق ما زال يرحل (1986)، وقلب للبحر الميت (1990)، وبيان العار والرجوع (1992)، والتوبة عن التوبة (2006).